# Börshuset

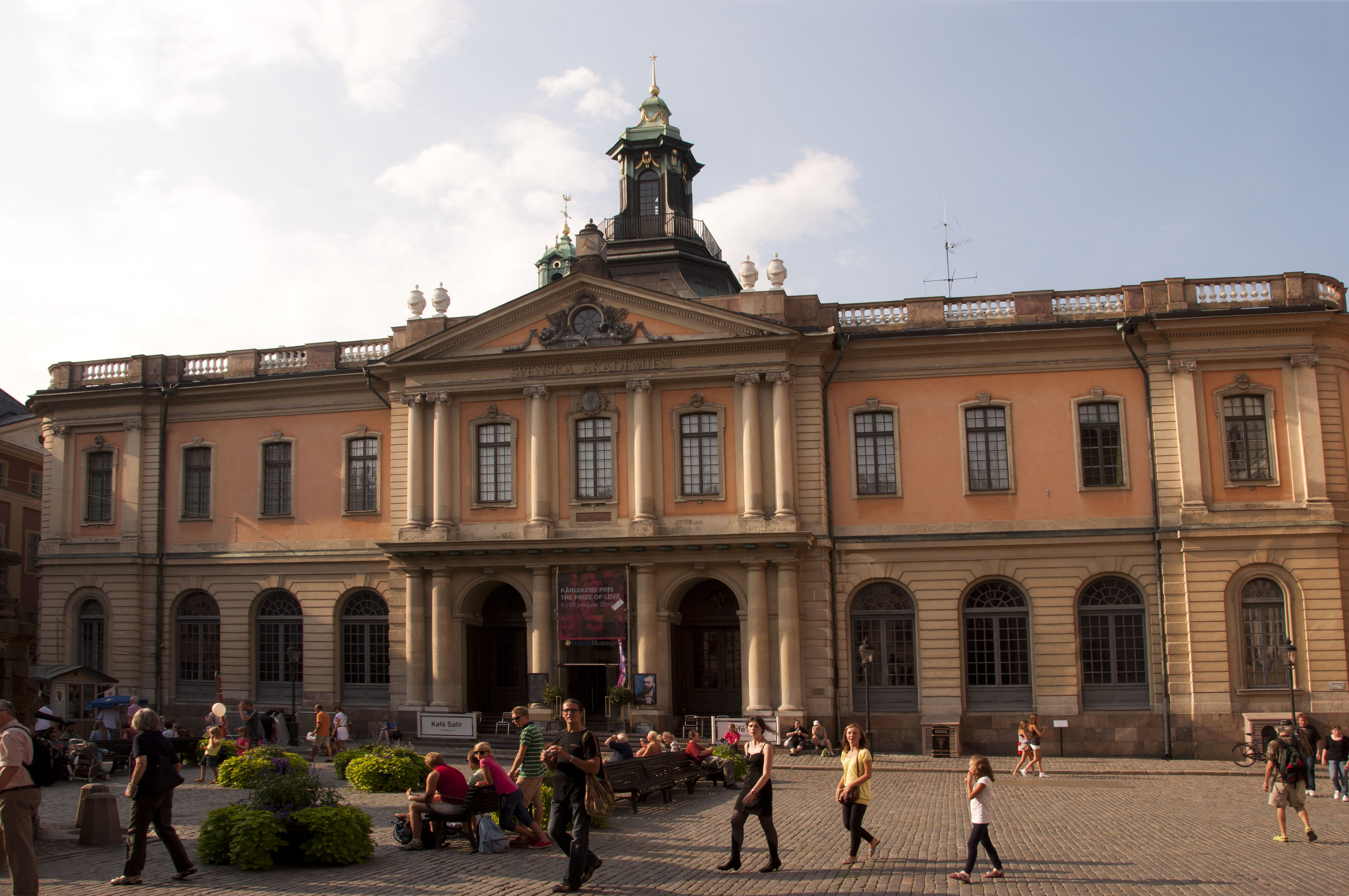
Fassade des Börshuset aus Richtung Stortorget

Börshuset ist ein Gebäude in der Gamla Stan im Zentrum von Stockholm. Das Börshuset wurde von Erik Palmstedt in den Jahren 1773 bis 1778 erbaut und  befindet sich auf der Nordseite des Stortorget. Das Gebäude befindet sich heute im Besitz der Stadt Stockholm und beherbergt unter anderen das Nobelmuseum sowie die Schwedische Akademie mit der Nobelbibliothek. Von 1863 bis 1998 war das Gebäude Sitz der Börse Stockholm.

## Geschichte
1776 wurde die Aktienhalle (börssalen) von Gustav III. eingeweiht. Die Krönungsfeierlichkeiten von Oskar I. und dessen Sohn Karl XV. fanden im Börshuset statt. Bis zur Fertigstellung des heutigen Rathauses tagte der Stadtrat in dem Gebäude. 